# Rjave peči (Karavanke)
Rjave peči so okoli 500 m dolga stena (skalni rob) v robu Potoškega Stola nad izvirom Urbas in nad Potoško planino.